# Big Guy and Rusty the Boy Robot
Big Guy and Rusty the Boy Robot is een Amerikaanse animatieserie, geproduceerd door Columbia TriStar Television en Dark Horse Entertainment. De serie werd van 1999 tot 2001 uitgezonden. De serie telt 26 afleveringen.
De serie is gebaseerd op een korte stripreeks bedacht door Frank Miller en Geof Darrow, welke werd geproduceerd door Dark Horse Comics.
De animatieserie was in Nederland een tijdje te zien op Net5.

## Verhaal
Het verhaal speelt zich af in de nabije toekomst, in de futuristische stad New Tronic City. De aarde wordt in deze toekomst beschermd door een enorme robot genaamd de Big Guy, ontworpen door het Amerikaanse bedrijf Quark Industries. Anders dan wat iedereen denkt is de Big Guy geen zelfdenkende robot met kunstmatige intelligentie, maar een mecha die van binnenuit wordt bestuurd door een menselijke piloot; luitenant Dwayne Hunter. Dit omdat toen Big Guy werd gebouwd, Quark Industries nog niet in staat was een robot met voldoende kunstmatige intelligentie te maken. Alleen het Amerikaanse leger en de medewerkers van Quark Industries kennen Big Guys geheim.
Op een dag ontwikkeld Dr. Erika Slate voor het eerst een robot die wel over echte kunstmatige intelligentie en emoties beschikt gelijk aan menselijke intelligentie; Rusty, bijgenaamd The Boy Robot. Rusty moet aanvankelijk de Big Guy vervangen als beschermer van de aarde. Hij is echter te onervaren hiervoor daar hij de mentaliteit van een jong kind heeft en net als een mensenkind langzaam alles moet leren. Daarom wordt besloten de Big Guy toch weer in te zetten als Rusty’s mentor.
De twee vechten samen tegen een groot aantal bedreigingen, waaronder de Legion Ex Machina; een organisatie bestaande uit zes zwaar geavanceerde robots. Andere bedreigingen zijn onder andere buitenaardse wezens en monsters van de aarde zelf. Rusty is zich niet bewust van het feit dat Big Guy, die hij als zijn idool ziet, in werkelijkheid geen echte robot is. Luitenant Hunter moet vaak grote moeite doen de schijn op te houden zodat Rusty de waarheid niet ontdekt, daar zijn emotiechip dit waarschijnlijk niet aankan.

## Personages
- Rusty – de eerste robot ooit die over volledig menselijke intelligentie en emoties beschikt. Hij wordt aangedreven door nucleoprotonen waardoor hij onder andere energiestralen kan afvuren. Hoewel hij lichamelijk een sterke gevechtsmachine is, is hij mentaal nog een kind. Dit omdat zijn kunstmatige intelligentie beter functioneert door deze te laten groeien vanuit een primaire basis. Rusty kan soms impulsief handelen. Zijn stem wordt gedaan door Pamela Adlon.
- Big Guy – ook bekend als de BGY-11. Hij was de eerste gevechtsrobot gemaakt door Quark Industries om de aarde te beschermen. Aanvankelijk had hij een zelfdenkende robot moeten worden, maar omdat dit haalbaar bleek met de beschikbare technologie werd hij in werkelijkheid een mecha voor een menselijke piloot. Big Guy is vele malen groter dan een mens en beschikt over een groot arsenaal aan vuurwapens.
- Luitenant Dwayne Hunter – de piloot van Big Guy en een van de weinigen die het geheim van de Big Guy kent. Tegenover de buitenwereld doet hij zich voor als Big Guys primaire monteur. Hij heeft een oogje op Dr. Slate.
- Dr. Erika Slate – een wetenschapper van Quark Industries. Zij heeft Rusty ontwikkeld en doet dienst als moederfiguur voor hem. Ze is ook op de hoogte van Big Guys geheim. Haar stem wordt gedaan door Gabrielle Carteris.
- Dr. Axel Donovan – de president van Quark Industries. Hij is erg hebzuchtig en grijpt elke kans aan om geld te verdienen. Verder is hij een lafaard die vaak als vrolijke noot van de serie dient. Zijn stem wordt gedaan door Stephen Root. .
- Jenny de aap – een aap met de mogelijkheid te praten en te denken als een mens. Ze vergezeld Donovan vaak.
- Jo, Mack, en Garth – drie monteurs die de Big Guy onderhouden. Ze dienen aan boord van het vliegdekschip dat Big Guy vervoerd.
- Generaal Thornton – een legergeneraal die het bevel heeft over het BGY-11 project.
- Het Squillacci-keizerrijk – een buitenaards leger van inktvisachtige aliens. Ze proberen in de serie geregeld de aarde te veroveren.
- Earl: een prototype van Rusty. Zijn emotiechip is onderontwikkeld waardoor hij vaak erg agressief overkomt en bevelen te letterlijk opvolgt.
- Legion Ex Machina – een groep van zes geavanceerde zelfdenkende robots, die tot doel hebben de mensheid uit te roeien en een robotwereld te maken. Hun naam is Latijn voor “Velen van de machine”. Hun oorsprong is onbekend maar vermoedelijk is deze verbonden met Big Guys oorsprong. De zes leden refereren altijd aan elkaar met hun nummer. Nummer 1 is de leider. Enige uitzondering is Gilder.

## Afleveringen
Seizoen 1:
1. Creatures, Great and Small
2. Out of Whack
3. The Inside Scoop
4. Birthday Bash
5. The Reluctant Assassin
6. Really Big Guy

Seizoen 2:
1. Little Boy Robot Lost
2. The Bicameral Mind
3. The Inside Out
4. Moon Madness
5. Wages of Fire
6. The Big Boy
7. World of Pain
8. Sibling Mine
9. Blob, Thy Name Is Envy
10. Donovan's Brainiac
11. Patriot Games
12. Harddrive
13. 5000 Fingers of Rusty
14. The Champ
15. Sickout
16. Nephew of Neugog
17. The Lower Depths
18. Double Time (1)
19. Double Time (2)
20. Rumble in the Jungle

## Stripserie
De stripserie Big Guy and Rusty, the Boy Robot werd uitgebracht door Dark Horse Comics onder de inmiddels opgeheven imprint Legend. De striptitel is een tweedelige miniserie, die in 1996 uitkwam. Deze werd geschreven door Frank Miller en getekend door Geof Darrow. Het verhaal draaide om een aanval op Tokio door een enorm reptielachtig monster. De strip heeft duidelijk een minder uitgewerkte plot en achtergrond voor de twee protagonisten.
Miller werkte eerder aan onder meer Batman: The Dark Knight Returns, 300 en Sin City.